# Běhařov
Běhařov (en allemand : Wihorschau, précédemment Wiharzau, Wihorau) est une commune du district de Klatovy, dans la région de Plzeň, en République tchèque. Sa population s'élevait à 173 habitants en 2022.

## Géographie
Běhařov se trouve à 12 km au sud-ouest de Klatovy, à 47 km au sud-sud-ouest de Plzeň et à 123 km au sud-ouest de Prague.
La commune est limitée par Dlažov au nord, par Janovice nad Úhlavou à l'est et au sud-est, par Nýrsko au sud, et par Pocinovice à l'ouest.

## Histoire
La première mention écrite du village date de 1352.

## Galerie

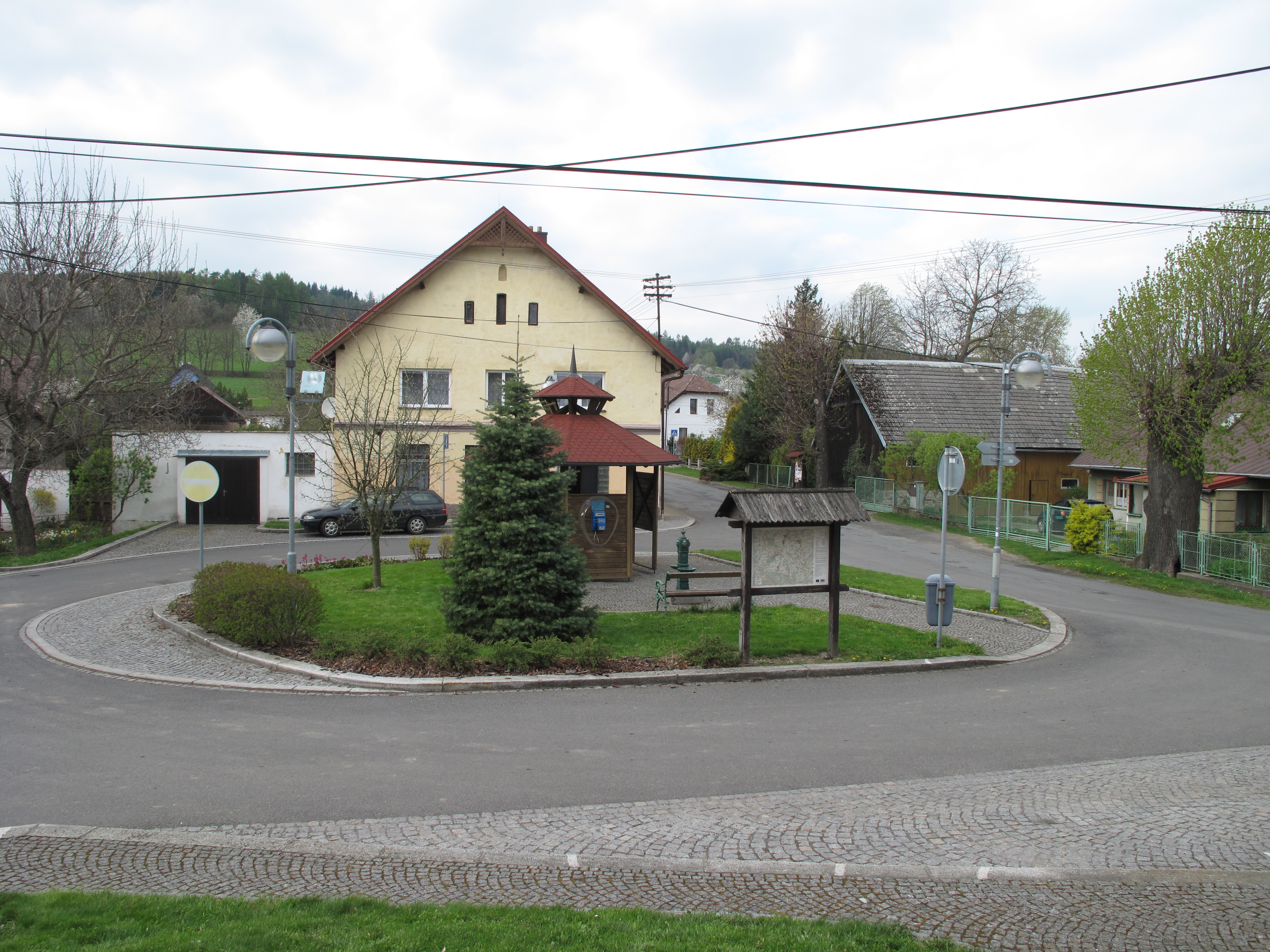
Centre de Běhařov.
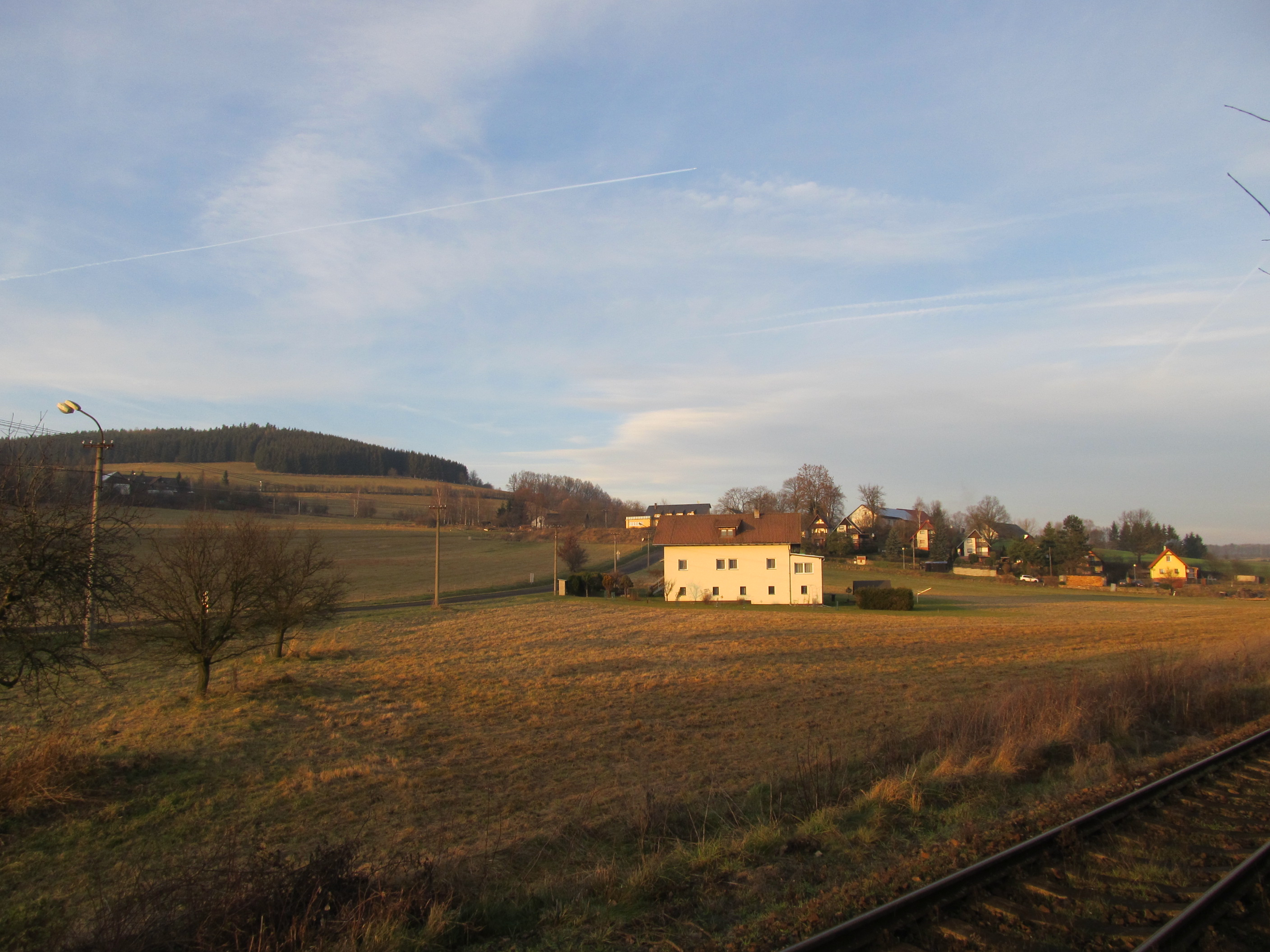
Úborsko.

## Transports
Par la route, Běhařov se trouve à 8 km de Nýrsko, à 14 km de Klatovy, à 55 km de Plzeň  et à 143 km de Prague.